# Précoce automne
Précoce automne est un roman de Louis Bromfield, publié en 1926 aux États-Unis sous le titre Early Autumn. Il a remporté le Prix Pulitzer de la fiction en 1927.

## Contexte
L'ouvrage est le dernier volet d'une trilogie : The Green Bay Tree (1924), Possession (1925), Early Autumn (1926). Les trois romans ont été publiés ensemble sous le titre Louis Bromfield trilogy, Blue Ribbon Books, 1926.
Précoce automne a été un best-seller dès sa publication
En 1956, le producteur Benedict Bogeaus, associé à Ida Lupino dans Arcadia Productions, annonce l'adaptation du livre pour un film intitulé Conquest avec Ann Blyth dans le rôle principal, mais le film n'a jamais été tourné.

## Personnages
- John Pentland, le patriarche d'une riche famille WASP de la Nouvelle Angleterre
- Agnes, la femme de John, prétendument décédée
- Cassie Struthers (Tante Cassie), la sœur de John, une vieille femme moralisatrice et snob
- Anson Pentland, le fils de John
- Olivia, la femme de Anson[note 1]
- John ("Jack"), le fils de Anson et Olivia
- Sybil, la fille  Anson et Olivia
- Sabine Callender, la nièce de John, le mouton noir de la famille
- Therese, la fille de Sabine
- Michael O'Hara, un riche immigrant irlandais, courtise Olivia

## Éditions en anglais
- Early autumn, a story of a lady, New York, F. A. Stockes (en), 1926

## Traduction en français
- Précoce automne, traduit de l'américain par Lucette Baillon de Wailly, préface d'Henri Bordeaux, Paris, Librairie Stock, Delamain et Boutelleau, 1931
- Précoce automne, traduit de l'américain par Lucette Baillon de Wailly, Monaco, Éditions du Rocher, 1946
- Précoce automne, traduit de l'américain par Lucette Baillon de Wailly, Paris, Phébus, 2012